# Мануил Комнин Дука
Вижте пояснителната страница за други личности с името Мануил Комнин.
Мануил Комнин Дука (гръцки:Μανουήλ Κομνηνός Δούκα) е деспот на Епир и Тесалия в периода 1230-1241.

## Живот
Дълго Мануил остава под сянката на своя брат Теодор Комнин. Цар Иван Асен II решава, че за да затвърди позициите си към Солунското кралство трябва да сключи династичен брак. Ето защо той обявява годежа на Мануил и дъщеря си Мария Асенина Комнина.
По-късно обаче той се сближава с Латинската империя, като уж сгодява другата си дъщеря Елена за малолетния император Балдуин II. И по този начин Иван Асен II се добира до поста регент на Латинската империя. Всъщност това се оказва слух, но въпреки това се поражда конфликт между Теодор Комнин и царя.
В Клокотнишкото сражение обаче Епирското деспотство е разбито от съвсем малки части на Иван Асен и самият Теодор Комнин е пленен.
Мануил бързо се оттегля в остатъците от Епирското деспотство и оттам управлява и Тесалия. Последиците от войната между Теодор Комнин и Иван Асен е катастрофална за Епирското деспотство. По-голямата част от армията на Мануил е разбита, а територията на държавата му е смалена само до Южна Гърция. Той е и пълен васал на Иван Асен II.
Като васал на бълагрския цар през 1235г. Мануил Комнин участва в съвместната обсада на Константинопол от Иван Асен II и никейския император Йоан Дука Ватаци.

## Семейство
От брака си с Мария Асенина Комнина Мануил има дъщеря Елена Комнина Дукина, омъжена за Вилхем да Верона (Guglielmo I da Verona), тетрарх на гръцкия остров Евбея (Негропонте)